# Jaume Roca i Oliva
Jaume Roca i Oliva (Barcelona, 5 de juny de 1887 - Barcelona, 1 d'abril de 1977) fou un empresari i fotògraf aficionat català.

## Biografia
Jaume Roca va néixer al carrer Argenters de Barcelona, fill de Miquel Roca i Viladrich, natural de Peramola, i de Carme Oliva i Vray (1860-1929). De família acomodada, va continuar el negoci del seu pare de compravenda de gra i cereals, empresa que li va permetre practicar les seves múltiples aficions, entre elles la fotografia i el cinema. Testimoni de la burgesia benestant de l'època, va reflectir en les seves imatges els canvis d'una època i l'incipient turisme de començaments del segle xx.
Membre de l'Agrupació Fotogràfica de Catalunya, on va fer amistat amb altres fotògrafs. Apareix a partir de 1933 als anuaris de dita entitat on es mencionen reconeixements en categories de bromurs i pigmentaris.
Part de la seva producció de pel·lícules es conserva a l'Arxiu de la Filmoteca de Catalunya, mentre que el fons amb l'obra fotogràfica, format per 3.543 imatges preses entre 1900 i 1932, és conservat des de 2008 a l'Arxiu Històric Fotogràfic de l'Institut d'Estudis Fotogràfics de Catalunya.
Es va casar amb la mestra Mercè Cristany i Català (1892-1976); van tenir dues filles: Carme i Mercè.